# 楊千嬅其他演出列表
下表列出楊千嬅出道至今的多部歌影視以外的演出，例如廣播劇、舞台劇、廣告等演出。

## 廣播劇
1996年
- 《開心快樂尼號》
- 《阿華的抉擇》
- 《絕對法援檔案》
- 《Q版老豆》
- 《大佛的眼淚》

1997年
- 《天安門上的風箏》
- 《不敢說我愛你》

1998年
- 《全職殺手》

1999年
- 《ICQ殺手遇害》
- 《小太陽七三一》
- 《馬路之友》之《車神傳說》廣播劇
- 《迷河》

2000年
- 芝see菇bi family劇場之《冬天的故事》

2001年
- 《安全七件事》
- 《九‧一一(創Ka童話)》
- 《女皇陛下》
- 《鴿子園》
- 《撞板》
- 《都市下一站》
- 《氣象萬千》

2002年
- 《此時此地》
- 《瘋Show十日情》
- 《White Mask》
- 《鬼故事》
- 《落入凡間的天使 2》

2003年
- 《職安劇場》

2004年
- 《開大短篇劇場》
- 《楊千嬅短篇劇場 - 煉金術》

2006年
- 《來不及聽你說愛我》
- 《黃金少年》Season 1（客串）
- 《黃金少年》Season 3

2007年
- 《黃金少年》Season 4

2008年
- 《十八樓C座》（客串）
- 《最好的時光》（客串）

2010年
- 《毒戒》

2014年
- 《大城小故事》[1]

## 代言及廣告
1996年
- 世界鑽石
- 世界視力
- 永安旅遊

1997年
- 關懷家庭大使
- 登記做選民
- 基本法十週年
- 恒基地產

1998年
- 可口可樂
- 青少年暑期活動

1999年
- 京都念慈菴川貝枇杷膏
- Panasonic MD（平面）
- 寶麗萊Polaroid Joycam
- 登記做選民

2000年
- 富士魔術手
- 鷹星強積金計劃
- 政府禁毒宣傳片
- 富士魔術手FDI激光沖印

2001年
- Biotherm護膚品牌
- 富士魔術手FDI激光沖印（第二輯）
- 電訊盈科Trendy Eye（平面）
- 電訊盈科Compaq Evo N200筆記簿型電腦（平面）

2002年
- 太平餅乾
- 域圖運動休閒服
- 京都念慈庵川貝枇杷膏（第二輯）

2003年
- 百老匯
- 全港愛牙活動
- Biotherm護膚品牌（第二輯）

2004年
- 夢幻西遊Online Game
- 京都念慈庵川貝枇杷膏（第三輯）
- 助助身茶
- 茂發食品

2005年
- Biotherm護膚品牌（第三輯）Aqua Nonstop
- 灣仔加州紅Red Box
- 中域休閒服
- 香港旅遊發展局繽紛冬日節

2006年
- 美麗果果汁飲品
- Diamond Spa水療 - 健康之水
- Seiko 精工手錶
- KFC
- PCCW mobile X moov樂手機

2007年
- 美麗果新賀年廣告
- 選民登記
- Seiko 精工手錶
- 接納、關懷愛滋病患者

2008年
- Seiko 精工
- 資生堂護膚品牌美白系列
- 長者居安服務協會（平面）
- 加洲紅啦啦誇啦啦
- Nike（平面）

2009年
- Seiko 精工
- 資生堂護膚品牌美白系列
- Lenscrafters亮視點
- 雀巢蘆薈粒雪梨茶

2010年
- Seiko 精工手錶
- 雀巢蘆薈粒雪梨茶
- 溫碧泉

2011年
- wastons屈臣氏
- Walch威露士本草精油沐浴露
- 溫碧泉
- memore眼鏡
- 選民登記

2013年
- Light Me Up
- Osiao
- UNIQLO

2014年
- Light Me Up
- Osiao
- 紅景天十八本草精油沐浴露
- 地球一小時 2014

2015年
- 指尖上的圖書館 (香港公共圖書館)

## 主持
- 1996年：無綫電視 - 《永安旅遊話你知：點解澳洲咁好玩》
- 1997年：無綫電視 - 《桂林特輯》
- 1997年：無綫電視 - 《繞著神州走》
- 1997年：無綫電視 - 《Sunday新地帶》
- 1997年：無綫電視 - 《東瀛美食大賽》
- 2002年：無綫電視 - 《香港小姐競選初賽》
- 2005年：香港電台第二台 - 《千方百計》
- 2005年：無綫電視 - 《超級男女聲樂戰平安夜》
- 2007年：香港電台 - 《十大中文金曲頒獎禮》
- 2007年：無綫電視 - 《殘酷一叮》
- 2008年：無綫電視 - 《2008香港先生選舉》
- 2009年：無綫電視 - 《2009香港先生選舉》
- 2009年：無綫電視 - 《現代塵世美》
- 2011年：商業電台第一台雷霆881 - 《人人一一升一級》
- 2011年：無綫電視 - 《楊千嬅優遊海口》
- 2015年：第34屆香港電影金像獎

## 公益大使
1996年
- 博愛九六愛心大使

1997年
- 關懷家庭大使

1998年
- 青少年暑期活動大使

2000年
- 香港宣明會飢饉之星
- 聯合國愛滋病規劃署首名香港大使

2001年
- 國際奧比斯眼科飛機醫院愛心大使
- 「綠孩兒」環保大使
- 禁毒大使

2002年
- 香港宣明會飢饉之星
- 聯合國愛滋病規劃署香港大使

2003年
- 保良局125週年兒童助養大使
- 榮譽職業安全健康大使
- 愛牙大使
- 懲教署教育基金助學大使
- 心晴大使
- 郵政局電子證書大使
- 同心助學慈善行助學大使
- 榮譽禁毒大使
- 香港旅遊發展局香港購物節推廣活動宣傳大使
- 聯合國愛滋病規劃署香港大使
- 香港盲人輔導會「光明之星」

2004年
- 聯合國兒童基金會關懷愛滋大使

2005年
- 香港旅遊大使
- 光明大使
- 聯合國兒童基金香港委員會大使
- 香港五四青年大使
- 公共小巴安全大使
- 綠蘋果正能量少年團團長
- 安全大使
- 中國紅十字基金會「小天使基金」愛心天使
- 榮譽無煙大使
- 澳門禁毒宣傳大使
- 香港電台十本好書推薦大使 - 書名：我的名字叫紅

2006年
- 大地恩情環保系列環保之星
- 聯合國愛滋病規劃署特別代表
- 明愛學業逆境自強大使
- 懲教署教育基金助學大使
- 青少年愛滋教育中心大使
- 香港電台十本好書推薦大使 - 書名：小王子
- 普通話推廣大使
- 香港乳癌基金會大使
- 秘密天使計劃大使
- 澳門格蘭披治大賽事車穿捘澳門歷史城區嘉年華大使
- 愛心聖誕大行動大使
- 器官捐贈卡推廣大使

2007年
- 大地恩情環保系列環保之星
- 第四屆香港柏金遜症基金太極之星
- 聯合國兒童基金會香港委員會大使
- 「秘密天使」大使
- 傑青學堂師友計劃導師
- 奥迪慈善基金聽覺大使
- 暖流行動護眼之星
- 懲教署教育基金助學大使
- 香港時尚購物展推廣大使
- 香港理工大學醫療及社會科學院三十周年活動大使
- 聯合國愛滋病規劃署特別代表

2008年
- 第九屆「秘密天使」計劃大使
- 聯合國兒童基金會香港委員會大使
- Shiseido 資生堂 香港及中國兩地美白形象大使
- 懲教署教育基金 - 助學大使
- 《第十一屆粵港澳普通話大賽》普通話推廣大使
- 葵青區滅罪之星
- 保良局兒童助養大使
- 奥迪慈善基金 - 聽覺大使
- 第六屆亞洲遊戲展大使
- 聯合國愛滋病規劃署特別代表
- 器官捐贈大使

2009年
- 聯合國兒童基金會香港委員會大使
- Shiseido 資生堂 亞洲區美白形像大使
- 香港時尚購物展．武漢 展覽大使
- 香港青年交流大使計劃 青年大使
- 懲教署社會教育大使
- 少年警訊滅罪之星

2010年
- 「東華之友」每月捐款計劃，星級榮譽大使
- 太陽計劃榮譽大使
- 聯合國兒童基金會香港委員會大使
- 聯合國兒童基金會愛心大使

2011年
- 聯合國兒童基金會香港委員會大使
- 聯合國兒童基金會(東亞及太平洋地區)大使
- 東華三院籌款活動榮譽大使
- 《香港國際機場2030規劃大綱》意見短片

2013年
- 聯合國兒童基金會慈善花展善大使

2015年
- 地球一小時 大使

## 公開演出
1997年
- 天馬行空音樂會

1998年
- 長沙灣天主教中學聯校音樂會
- Extra 醒字派演唱會
- 903狂熱份子六神合體

2000年
- 創作人音樂會
- 饑饉三十閉幕音樂會
- 陳慧琳花花宇宙演唱會 ~ 表演嘉賓
- 華星聖誕慈善演唱會

2001年
- 四海一心加港情
- Clean & Clear 903 全港中學生School Star上舞台
- 903創作人音樂會

2002年
- 梅艷芳極夢幻演唱會 ~ 表演嘉賓
- 饑饉三十閉幕音樂會
- 新加坡 Channel U 第1周年台慶concert
- 任賢齊演唱會 2002 ~ 表演嘉賓
- 陳慧琳飛天舞會演唱會 ~ 表演嘉賓
- 慶祝香港回歸五周年演唱會
- 太陽計劃2002
- Motclub903發原地獨樂樂音樂會 陳冠希冒險樂 ~ 表演嘉賓
- 樂人谷VANI 友約會

2003年
- 迎春送暖關懷演唱會
- 四海一心加港情
- 36小時和平示愛音樂會
- 1:99 音樂會
- 汪明荃明荃明曲明星2003演唱會 ~ 表演嘉賓
- 澳門音樂節
- 太陽計劃2003南區好健康音樂會
- 歌舞星輝耀濠江
- 梅艷芳經典金曲演唱會2003 ~ 表演嘉賓
- 903 Popup 音樂會
- 聯合書院千人宴表演

2004年
- Twins零4好玩演唱會 ~ 表演嘉賓
- 四海一心加港情
- 《同一首歌走進香港》東方之珠大型歌會
- 拉闊音樂會 梁漢文 表演嘉賓
- 903十一團火音樂會at17 ~ 表演嘉賓
- 「新潮行動」音樂會
- 任賢齊演唱會 2004 ~ 表演嘉賓
- 新城唱好原創音樂會
- 許冠傑繼續微笑演唱會 ~ 表演嘉賓
- Now.com 抱抱良音音樂會
- 鄭秀文 Sammi VS Sammi 演唱會 ~ 表演嘉賓
- ID音樂維新音樂會
- 同心同根萬里行——無錫太陽計劃2004大匯演
- 芝華士903夾GIG音樂會齊星追GIG Mark ~ 表演嘉賓
- I love U Boyz 903萬人迷大作戰
- 愛樂在新城音樂會
- 芝華士903夾GIG音樂會齊星追GIG Eric Kwok ~ 表演嘉賓
- 南方MTV天籟音樂會
- 達明一派為人民服務演唱會 ~ 表演嘉賓
- “漁農話香江”萬人盆菜宴
- Neway三步曲之夢幻再臨音樂會
- 紀念梅艷芳音樂會 ~ 表演嘉賓

2005年
- 愛心無國界演藝大匯演
- 四海一心加港情
- 古巨基勁歌·金曲演唱會 ~ 表演嘉賓
- 澳門青年禁毒音樂會
- 無綫音樂台啟播音樂會
- 綠蘋果正能量少年團嘉許禮
- 北京申奧四周年演唱會
- 903 ID Club I Love U Boyz 歡樂滿Tour ~ 表演嘉賓
- 永明金融 照亮你一生音樂會
- 假音人陳浩峰爵士搖滾K唱會 ~ 表演嘉賓
- 新城台慶全城盡興音樂會2005
- CCTV3第七屆中韓歌會
- 麥當勞世界兒童日音樂會

2006年
- 孫燕姿香港演唱會 PartⅡ ~ 表演嘉賓
- 金牌女兒紅音樂會
- 拉闊黃金十年
- 鑽石健康水慈善演唱會
- 新城唱好任賢齊黃品源極品齊鳴音樂會 ~ 表演嘉賓
- 芝華士側田 One Good Show! 演唱會 ~ 表演嘉賓
- 莎莎愛心雷頌德公益演唱會
- 芝華士側田 Two Good Shows! 演唱會 ~ 表演嘉賓
- 軟硬天師演唱會 ~ 表演嘉賓
- 鄭嘉穎鄭重聲明音樂會 ~ 表演嘉賓
- 太陽計劃 2006 橙色南區太陽夜音樂會
- 「唱響中國 青春萬歲」演唱會
- at17 Sing Sing Sing 演唱會 ~ 表演嘉賓
- 梁漢文我愛廚房演唱會 ~ 表演嘉賓
- 側田 One Good Show! 澳門演唱會 ~ 表演嘉賓
- 我們的世紀演唱會 表演嘉賓
- 雲妮鍾情 Eric 應承 - 今個聖誕有約會 ~ 表演嘉賓

2007年
- 同一首歌，走進温哥華
- 金曲暖心弦
- 超級星歌會
- 親親梁靜茹愛的大遊行演唱會 ~ 表演嘉賓
- 景福Show mi鄭秀文2007演唱會 ~ 表演嘉賓
- Roadshow慶回歸心連心晚會
- LOVEDAY心愛日音樂會
- NOKIA音樂有得TALK 903 Music talkie 音樂會
- 「香港明天會更好 - 慶祝香港回歸十周年」同心同贏《同一首歌》大型演唱會
- 慶祝香港回歸十周年文藝晚會
- 太陽計劃2007 let's go 南區音樂會
- 「A Johnnie Walker Music Show」音樂會
- 妙手仁心關懷聽覺演唱會
- 又一個叱吒十年回歸音樂會
- 慶祝澳門特別行政區成立八週年、迎奧運萬人演唱會
- 同一首歌 “我愛大自然·相約順德” 大型演唱會
- Canton Road Christmas Party Countdown

2008年
- 農夫舉高隻手演嘢會 ~ 表演嘉賓
- 暖流送四川慈善演唱會
- 903 ID Club拉闊音樂會 Part2
- 明報周刊精彩40年慈善音樂會

2009年
- 靜婷 最激50年演唱會 ~ 表演嘉賓
- 林峯 峯.情無限演唱會 ~ 表演嘉賓
- 香港誇啦啦！壓軸壓場打氣音樂會 ~ 表演嘉賓
- 「以愛傳聲」關懷聽覺演唱會
- 「Summer Pop Live in Hong Kong」香港夏日流行音樂節
- 新城 18聲光綻放音樂會
- 太陽計劃 2009 氣候英雄為地球 Cheer Up
- “青春南粵 閃亮中國”廣東青年慶祝新中國成立 60 周年大型主題晚會
- 東亞華星演唱會

2010年
- DUO陳奕迅2010演唱會 ~ 表演嘉賓
- Nokia“樂隨享”天下玩樂令音樂會北京站
- 「世博普陀獻愛心 2010慈善演唱會」
- 劉德華Unforgettable演唱會 ~ 表演嘉賓

2011年
- 吳雨霏「Kary On Live 2011」~ 表演嘉賓
- 滾石30北京鳥巢演唱會
- 「黃韻玲春暖花開在香港演唱會2011」~ 表演嘉賓
- 耳愛傳SING慈善演唱會2011

2012年
- Concert YY 黃偉文作品展 ~ 表演嘉賓
- 廣東衛視2013跨年演唱

2013年
- 側田命硬演唱會2013 ~ 表演嘉賓
- 雷頌徳Thank You Concert ~ 表演嘉賓
- 鄭融Live Like 18 演唱會2013 ~ 表演嘉賓
- Anita Mui 梅艷芳。10。思念。音樂會 ~ 表演嘉賓

2014年
- 香港亞洲流行音樂節
- 伍樂城幻想國度作品演唱會 ~ 表演嘉賓
- 我最喜愛的Eric Kwok音樂會 ~ 表演嘉賓
- 梅州群星演唱會
- 超越界限至清至純音樂會

## 配音
- 1999年：TVB劇集 - 《寵物情緣》（聲演狗女「豆豆」）
- 2001年：韓國電影 - 《綁架門口狗》（聲演「朴千男」）
- 2002年：韓國電影 - 《我的野蠻女友》（聲演「全智賢」）
- 2003年：泰國電影 - 《人妖打排球2》（聲演「Tom Boy」）
- 2004年：TVB節目 - 《No.1 動物運動會》（負責「旁白」）
- 2011年：喜動‧全新樂富廣場《世界經典名畫魔幻館》（聲演「蒙羅麗莎」）
- 2015年：動畫電影《迷你兵團》（聲演「煞天嬌」）
- 2016年：紀錄電影《我們的那時此刻》（負責「粵語旁白」）
- 2018年：動畫電影《超人特工隊2》（聲演「柏海倫 / 彈弓女俠」）

## 舞台劇
- 1999年：許冠傑舞台劇《仲夏夜狂想曲》
- 2000年：香港藝術節舞台劇《全日凶》
- 2001年：森美小儀歌劇團《有怪莫怪的世界》
- 2004年：森美小儀歌劇團《大衛營》（客串）
- 2005年：I Love You Boyz 歡樂滿Tour《娛樂大飲茶》（嘉賓）
- 2006年：森美小儀歌劇團《Big Nose》
- 2007年：2007漫遊大千音樂世界之烈女風雲
- 2007年：I Love You Boyz GaGame Show 鬆啲!衣池瀨（嘉賓）

## 慈善
- 2001年：慈善郵票 - 微笑行動
- 2006年：慈善郵票 - 香港乳癌基金會
- 2007年：慈善T-Shirt - 香港乳癌基金會

## 參與其他歌手MV演出
- 1996年：陳奕迅 - 〈安守本份〉
- 1996年：梁漢文 - 〈衣櫃裡的男人〉
- 2004年：陳冠希 - 〈香港地〉
- 2005年：側田 - 〈好人〉

## 網劇
2002年：
- Now.com網劇 - 森美小儀歌劇團實掂電影《放工前》
- Now.com網劇《百分百感覺》（客串）飾演：許歡

## 曾出版的書籍及寫真集
1998年：
- 《楊千嬅体驗入學》（出版：博益）

 1999年：
- 《M Studio "Instant"》（出版：一本堂）
- 《外父唔怕做楊千嬅寫真集》（出版：Eleven Publication Ltd.）
- 《夏天的故事》
- 《天使2001》（出版：Yes! Magazine）
- 迷河原著小說
- 仲夏夜狂想曲寫真集

2000年：
- 《楊千嬅 Touch 澳洲寫真集》（出版：一本堂）
- 《花樣千嬅演唱會2000寫真集》（出版：新象出版）

2001年：
- 《沙沙麥卡 Postcard Book》（出版：創建文庫）
- 《百分百感覺》電影小說

 2002年：
- 《尋找人間天使》（出版：突破）
- 《乾柴烈火》電影小說

2003年：
- 《新紮師妹2之美麗任務》電影小說
- 《地下鐵》電影珍藏紀事（出版：大塊文化）

2004年：　
- 《餃子》電影小說

2010年：　
- 《志明與春嬌》電影畫冊（出版：永青文化）
- 《志明與春嬌》電影小說（出版：[繁體版]CUP/[內地簡體版]文冶圖書）

2016年：　
- 《紫色的秘密——楊千嬅歌影二十年》（作者：吳子瑜、出版：三聯書店）

## 慈善物品
- 2001年：慈善郵票 - 微笑行動
- 2006年：慈善郵票 - 香港乳癌基金會
- 2007年：慈善T-Shirt - 香港乳癌基金會